# Le Visiteur
Le Visiteur (deutsch Der Besucher) ist ein einaktiges Theaterstück von Éric-Emmanuel Schmitt (1993).

## Inhalt
Es spielt am 22. April 1938, kurz nach der Besetzung Österreichs durch die Nationalsozialisten am 11. März 1938, dem sog. „Anschluss“.
Insgesamt treten vier Personen auf: Ein „Nazi“, der mehrmals kommt, um sich zu bereichern; Freuds manchmal (auch gegenüber dem Nazi) zornige Tochter Anna; die beiden Hauptpersonen sind Sigmund Freud, der Begründer der Psychoanalyse und erklärter Atheist, und der Besucher (= „Unbekannter“), der im Verlauf seiner Gespräche mit Freud ein übernatürliches Wissen zeigt und dadurch den Eindruck erweckt, er könnte Gott sein.
Freud ist bereits von seiner schweren Krebserkrankung gezeichnet. Der Dialog zwischen den beiden Protagonisten beginnt, nachdem Freuds Tochter Anna von einem Schergen der Nationalsozialisten zu einer Vernehmung abgeführt worden war. Während der Besucher immer wieder versucht, die Skepsis Freuds zu zerstreuen, befindet sich Freud in einem inneren Zwiespalt. Einerseits möchte er – so scheint es jedenfalls – zum Glauben an Gott zurückfinden, zumal er sich angesichts der Repressalien durch die Nationalsozialisten auf seine jüdische Herkunft besinnt, andererseits bemüht er sich während der ganzen Unterredung mit dem Besucher zu beweisen, dass dieser unmöglich Gott selbst sein könne, und hält an seinem Atheismus letztlich fest. Nachdem seine Tochter unversehrt aus dem Gewahrsam der Gestapo zurückgekehrt ist, entschließt sich Freud auf Drängen Annas und unter dem Druck der Nazis zur Emigration nach Paris (welche tatsächlich am 4. Juni 1938 stattfand).
Freud möchte, dass der Besucher sich durch ein eindeutiges Wunder als Gott zu erkennen gibt, etwa indem er vor Freuds Augen verschwindet. Das tut der Besucher jedoch nicht, und Freud ist enttäuscht, als er sieht, wie der Besucher durch das Fenster steigt und an der Regenrinne hinunterklettert, wie das auch ein (menschlicher) Dieb tun könnte. Ob es sich bei dem Besucher tatsächlich um Gott handelt, bleibt letztendlich offen.

## Aufführungen
„Le Visiteur“ wurde 1993 in Paris uraufgeführt, die erste deutschsprachige Aufführung unter dem Titel „Der Besucher“ fand 1996 statt.